# Dhanush
Dhanush (tamoul : தனுஷ்), né Venkatesh Prabhu Kasthoori Raja le 28 juillet 1983, est un acteur de cinéma indien, producteur, réalisateur, chanteur, scénariste et parolier qui travaille principalement dans le cinéma Kollywood.
Dès son jeune âge, Dhanush a toujours été comparé au légendaire expert en arts martiaux Bruce Lee en raison de l'apparence similaire. Il a joué dans plus de 50 films durant sa carrière.  
Son premier film était Thulluvadho Ilamai en 2002 réalisé par son frère, Selvaraghavan et crédité par son père, Kasthuri Raja. Il connut un fiasco à sa sortie mais connut un très faible succès par la suite. Il a encore collaboré avec son frère, dans Kaadhal Kondein (2003) qui a été un super succès et lui vaut une nomination du meilleur tamoul de l'année. Puis Polladhavan (2007) de Vetrimaaran qui a été acclamé par la critique et qui a connu un succès commercial.
Dhanush a remporté deux fois le prix du meilleur acteur national pour Aadukalam (2011) et Asuran (2019). Il a également remporté quatre Filmfare Award du meilleur acteur en tamoul pour Aadukalam (2011), 3 (2012), Velaiilla Pattadhari (2014) et Vada Chennai (2018).
Dhanush a fait ses débuts à Bollywood avec Raanjhanaa d'Aanand L. Rai (2013). Sa performance dans le film lui a valu le prix du meilleur début masculin. Il produit des films par le biais de sa société de production, Wunderbar Films. Il a fait ses débuts de réalisateur avec Pa Paandi (2017) et de son 50ème en tant qu'acteur principal, Raayan (2024).

## Biographie
Dhanush est né le 28 juillet 1983. Le réalisateur et producteur tamoul Kasthuri Raja est entré en jeu après avoir subi la pression de son frère, le réalisateur Selvaraghavan. Dhanush a épousé Aishwarya, la fille aînée de la superstar indienne Rajinikanth le 18 novembre 2004. Ils ont deux fils, Yatra et Linga, nés en 2006 et 2010. Ils annoncent leur séparation le 17 janvier 2022  après 18 ans de mariage.

## Carrière d'acteur

### 2002-2010
Dhanush a fait ses débuts dans le film de 2002 Thulluvadho Ilamai, réalisé par son père Kasthuri Raja, qui a reçu des critiques principalement positives de la part de la critique et du public. Il est ensuite apparu dans Kadhal Kondein en 2003  de son frère Selvaraghavan. Le film dépeint Dhanush comme un jeune mentalement dérangé, qui aspirait à l'amour de son amie, devenant finalement possessif d'elle. À sa sortie, le film a été acclamé par la critique et est également devenu un succès commercial majeur, devenant finalement la première percée majeure de Dhanush dans le cinéma tamoul. Son prochain film était la comédie dramatique Thiruda Thirudi (2003).
En 2004, Dhanush est apparu dans les films d'actions Pudhukottaiyilirundhu Saravanan et Sullan,. L'affiche de Pudhukottaiyilirundhu Saravanan avait le jeune Dhanush dans le célèbre look de Bruce Lee. Plus tard, il est également apparu dans Dreams. En 2005, Dhanush est apparu dans Devathaiyai Kanden. la même année, il a également travaillé sur Adhu Oru Kana Kaalam de Balu Mahendra. En 2006, Dhanush a travaillé sous la direction de son frère dans le film de gangsters Pudhupettai. Le film d'un jeune homme de gamin de rue à gangster, a été salué par la critique. Il a ensuite joué dans la comédie dramatique Thiruvilaiyaadal Aarambam, avec Shriya Saran.
La première sortie de Dhanush en 2007 était Parattai Engira Azhagu Sundaram qui est devenu un flop. Cependant, son deuxième film Polladhavan est sorti de critiques positives. En 2008, son film intitulé était Yaaradi Nee Mohini avec l'actrice Nayanthara réalisé par Mithran Jawahar. Il est apparu plus tard dans une apparition en camée, pour son beau-père Rajinikanth, Kuselan (2008). Son film suivant était Padikkadavan en 2009 avec l'actrice Tamannaah. Ses deux films suivants Kutty (2010) et Uthama Puthiran (2010), avec le réalisateur Mithran Jawahar,.

### 2011-2014
Le premier film de Dhanush en 2011, était Aadukalam, marquant sa deuxième collaboration avec Vetrimaaran après Polladhavan. Le film a gagné des critiques très positives et a Dhanush a reçu le National Film Award du meilleur acteur devenant le plus jeune acteur à gagner le prix. Dhanush fait une apparition spéciale dans Seedan de Subramania Siva. Ses films d'action, Mappillai, un remake du film de 1989 du même titre de son beau-père Rajinikanth et puis Venghai avec l'actrice Tamannaah du réalisateur Hari. Ses deux films ont reçu des critiques mitigées,
Le prochain film de Dhanush, Mayakkam Enna, dans lequel il a de nouveau collaboré avec son frère qui a reçu des critiques largement positives. Sa seule sortie en 2012 était 3, réalisé par sa femme, Aishwarya Rajinikanth et avec sa co-star Shruti Haasan. Le film a été un succès puis de la popularité de la chanson Why this Kolaveri Di. Dhanush remporte le Prix Filmfare du meilleur acteur - Tamoul et du meilleur chanteur masculin. Il fait ses débuts à Bollywood avec le film Raanjhanaa (2013). Le film est sorti avec la version tamoule doublée Ambikapathy. Dhanush a remporté le meilleur acteur débutant (masculin) aux Filmfare Awards. De sa performance dans Maryan (2013), il remporte le Filmfare Critics Award du meilleur acteur - Sud. Sa prochaine sortie, Naiyaandi (2013) qui n'a eu aucun impact au box office.
Le premier film en 2014 était Velaiyilla Pattathari, qui était également son 25e film et a été réalisé par Velraj. Il a reçu des critiques principalement positives et a été un succès, étant parmi les films tamouls les plus rentables de 2014. Sa prochaine sortie était Shamitabh avec notamment l'acteur Amitabh Bachchan (2015) qui était également son deuxième film en Hindi réalisé par R. Balki. Son prochain film Anegan, était un thriller réalisé par K. V. Anand, qui a suscité des critiques positives et est devenu un succès au box-office.

### 2015-présent
La prochaine sortie de Dhanush en 2015 était la comédie d'action Maari, mettant en vedette Kajal Aggarwal. Il est également apparu dans Thanga Magan, réalisé par Velraj avec Samantha Ruth Prabhu, Amy Jackson, K. S. Ravikumar et Raadhika. En 2016, Dhanush est apparu Thodari, qui était un thriller d'action se déroulant dans un train et Kodi, un thriller d'action politique avec l'actrice Trisha,.
Il a joué un camée dans son premier film de réalisateur Power Paandi, sorti en 2017. Velaiilla Pattadhari 2, réalisé par sa belle-sœur Soundarya Rajinikanth. Il a écrit l'histoire et les dialogues pour le film. ainsi que la production. C'était l'un des films tamouls les plus rentables de 2017.
Le premier film international de Dhanush, intitulé The Extraordinary Journey of the Fakir, est sorti en 2018.
Vada Chennai (2018) a été salué par les critiques tandis que Maari 2 (2018) a reçu des critiques mitigées, Sa sortie de 2019, Asuran, a été saluée par la critique et a été un succès au box-office. Pour Vada Chennai, il remporte le Prix Filmfare Award du meilleur acteur - tamoul,
Sa prochaine sortie, un thriller romantique intitulé Enai Noki Paayum Thota de Gautham Menon qui est sorti en novembre 2019.
La première sortie de Dhanush en 2020, était le film d'action d'arts martiaux Pattas, réalisé par R. S. Durai Senthilkumar, dans lequel il a joué un double rôle. Le film a reçu des critiques mitigées. Son premier film en 2021 a été Karnan suivi de Jagame Thandhiram,. Par la suite, il est à l'affiche du film Hindi Atrangi Re aux côtés de Sara Ali Khan et Akshay Kumar dans une apparition spéciale réalise par Aanand L. Rai. Le film a été décrit comme un triangle amoureux tordu et complexe. En 2022, le thriller d'action Tamoul Maaran diffusé sur Disney+Hotstar a été décevante Son prochain est le film américain The Gray Man. Le coordinateur des cascades James Young, déclare "Cet homme est incroyable". "Il est tellement bon." Son immobilité particulière dans les séquences de combat du film a incité Young à comparer l'acteur à, sans blague, Bruce Lee. Ses films Tamouls Thiruchitrambalam et Naane Varuven sont par la suite sorties aux critiques positives,. En 2023, son film bilingue Vaathi a simultanément tourné en langue Télougou au nom de Sir. En 2024, il joue un soldat britannique devenu justicier dans le film d'action Captain Miller. Il a choisi d'écrire et de réaliser son deuxième film, Raayan, un drame de gangsters, qui marque également le 50e film de sa carrière.

## Filmographie

### En tant qu'acteur
| Année | Film                                   | Role(s)                              | Note(s)                                                                                    |
| ----- | -------------------------------------- | ------------------------------------ | ------------------------------------------------------------------------------------------ |
| 2002  | Thulluvadho Ilamai                     | Mahesh                               |                                                                                            |
| 2003  | Kaadhal Kondein                        | Vinod                                |                                                                                            |
| 2003  | Thiruda Thirudi                        | Vasu                                 |                                                                                            |
| 2004  | Pudhukottaiyilirundhu Saravanan        | Saravanan                            |                                                                                            |
| 2004  | Sullan                                 | Subramani (Sullan)                   |                                                                                            |
| 2004  | Dreams                                 | Sakthi                               |                                                                                            |
| 2005  | Devathaiyai Kanden                     | Babu                                 |                                                                                            |
| 2005  | Adhu Oru Kana Kaalam                   | Seenu                                |                                                                                            |
| 2006  | Pudhupettai                            | Kokki Kumar                          |                                                                                            |
| 2006  | Thiruvilaiyaadal Aarambam              | Thiru Kumaran                        |                                                                                            |
| 2007  | Parattai Engira Azhagu Sundaram        | Azhagu Sundaram (Parattai)           |                                                                                            |
| 2007  | Polladhavan                            | Prabhu                               |                                                                                            |
| 2008  | Yaaradi Nee Mohini                     | Vasu                                 |                                                                                            |
| 2008  | Kuselan                                | Lui-même                             | Apparence spéciale dans la chanson "Cinema Cinema"                                         |
| 2009  | Padikkadavan                           | Radhakrishnan (Rocky)                |                                                                                            |
| 2010  | Kutty                                  | Kutty                                |                                                                                            |
| 2010  | Uthamaputhiran                         | Siva                                 |                                                                                            |
| 2011  | Aadukalam                              | K. P. Karuppu                        | National Film Award du meilleur acteur Filmfare Award du meilleur acteur - tamoul          |
| 2011  | Seedan                                 | Saravanan                            | Caméo apparence                                                                            |
| 2011  | Mappillai                              | Saravanan                            |                                                                                            |
| 2011  | Venghai                                | Selvam                               |                                                                                            |
| 2011  | Mayakkam Enna                          | Karthik Swaminathan                  |                                                                                            |
| 2012  | 3                                      | Ram                                  | Filmfare Award for Best Actor – Tamil Prix Filmfare du meilleur chanteur masculin - Tamoul |
| 2013  | Proprietors: Kammath & Kammath         | Lui-même                             | Film Malayalam Caméo apparence                                                             |
| 2013  | Ethir Neechal                          | Lui-même                             | Apparence spéciale dans la chanson "Local Boys"                                            |
| 2013  | Raanjhanaa                             | Kundhan Shankar                      | Fillm Hindi Filmfare Award pour le meilleur début masculin                                 |
| 2013  | Maryan                                 | Maryaan                              | Filmfare Critics Award du meilleur acteur - Sud                                            |
| 2013  | Naiyaandi                              | Chinna Vandu                         |                                                                                            |
| 2014  | Velaiilla Pattadhari                   | Raghuvaran                           | 25ème Film Prix Filmfare du meilleur acteur - Tamoul                                       |
| 2015  | Shamitabh                              | Danish                               | Film Hindi                                                                                 |
| 2015  | Anegan                                 | Ashwin, Murugappa, Kaali             |                                                                                            |
| 2015  | Vai Raja Vai                           | Kokki Kumar                          | Apparence spéciale                                                                         |
| 2015  | Maari                                  | Maari                                |                                                                                            |
| 2015  | Thanga Magan                           | Thamizh                              |                                                                                            |
| 2016  | Thodari                                | Poochiyappan                         |                                                                                            |
| 2016  | Kodi                                   | Kodi, Anbu                           |                                                                                            |
| 2017  | Pa Paandi                              | Paandi (Paandian Pazhanisami)        | Réalisateur et scénariste                                                                  |
| 2017  | Velaiilla Pattadhari 2                 | Raghuvaran                           | Également scénariste                                                                       |
| 2017  | VIP 2                                  | Raghuvaran                           | Également scénariste                                                                       |
| 2018  | The Extraordinary Journey of the Fakir | Ajatashatru Lavash Patel (Aja)       | Film Français et Américain                                                                 |
| 2018  | Vada Chennai                           | Anbu                                 | Filmfare Award du meilleur acteur - tamoul                                                 |
| 2018  | Maari 2                                | Maari                                |                                                                                            |
| 2019  | Asuran                                 | Sivasamy                             | National Film Award du meilleur acteur                                                     |
| 2019  | Enai Noki Paayum Thota                 | Raghu                                |                                                                                            |
| 2020  | Pattas                                 | Shakthi, Thiraviyaperumal            |                                                                                            |
| 2021  | Karnan                                 | Karnan                               |                                                                                            |
| 2021  | Jagame Thandhiram                      | Suruli                               |                                                                                            |
| 2021  | Atrangi Re                             | S. Venkatesh Vishwanath Iyer (Vishu) | Film Hindi                                                                                 |
| 2022  | Maaran                                 | Maaran                               |                                                                                            |
| 2022  | The Gray Man                           | Lone Wolf                            | Film Américain                                                                             |
| 2022  | Thiruchitrambalam                      | Thiruchitrambalam (Pazham)           | Filmfare Critics Award du meilleur acteur – Sud                                            |
| 2022  | Naane Varuven                          | Kathir, Prabhu                       | Également scénariste                                                                       |
| 2023  | Vaathi                                 | Balamurugan                          | Film bilingue en Tamoul et Télougou                                                        |
| 2023  | Sir                                    | Bala Gangadhar Tilak                 | Film bilingue en Tamoul et Télougou                                                        |
| 2024  | Captain Miller                         | Captain Miller                       |                                                                                            |
| 2024  | Raayan                                 | Kathavaraayan "Raayan"               | 50ème Film Réalisateur et scénariste                                                       |
| 2025  | Kuberaa                                | Deva                                 | Film bilingue en Tamoul et Télougou                                                        |
| 2025  | Idly Kadai                             |                                      | Post-production, Réalisateur                                                               |

### En tant que producteur
| Année | Film                         |
| ----- | ---------------------------- |
| 2012  | 3                            |
| 2013  | Ethir Neechal                |
| 2014  | Velaiilla Pattadhari         |
| 2015  | Kaaki Sattai                 |
| 2015  | Kaaka Muttai                 |
| 2015  | Maari                        |
| 2015  | Naanum Rowdy Dhaan           |
| 2016  | Visaranai                    |
| 2016  | Amma Kanakku                 |
| 2017  | Cinema Veeran                |
| 2017  | Pa Paandi                    |
| 2017  | Velaiilla Pattadhari 2       |
| 2017  | Tharangam                    |
| 2018  | Kaala                        |
| 2018  | Vada Chennai                 |
| 2018  | Maari 2                      |
| 2025  | Nilavuku En Mel Ennadi Kobam |
| 2025  | Idly Kadai                   |

### En tant que réalisateur
| Année | Film                         |
| ----- | ---------------------------- |
| 2017  | Pa Paandi                    |
| 2024  | Raayan                       |
| 2025  | Nilavuku En Mel Ennadi Kobam |
| 2025  | Idly Kadai                   |

### Discographie
| Year | Chanson                                                              | Album                             | Compositeur           | Langue                  | Autre artiste(s)          |
| ---- | -------------------------------------------------------------------- | --------------------------------- | --------------------- | ----------------------- | ------------------------- |
| 2004 | "Naattu Sarakku"                                                     | Pudhukottaiyilirundhu Saravanan   | Yuvan Shankar Raja    | Tamoul                  |                           |
| 2005 | "Thunda Kaanom"                                                      | Devathaiyai Kanden                | Deva                  | Tamoul                  | Anuradha Sriram           |
| 2006 | "Enga Area"                                                          | Pudhupettai                       | Yuvan Shankar Raja    | Tamoul                  |                           |
| 2010 | "Un Mele"                                                            | Aayirathil Oruvan                 | G. V. Prakash Kumar   | Tamoul                  | Andrea Jeremiah           |
| 2011 | "Oda Oda" "Kadhal En Kadhal"                                         | Mayakkam Enna                     | G. V. Prakash Kumar   | Tamoul                  | Selvaraghavan             |
| 2011 | "Why This Kolaveri Di" "Kannazhaga"                                  | 3                                 | Anirudh Ravichander   | Tamoul, Télougou, Hindi | Shruti Haasan             |
| 2013 | "Teddy Bear"                                                         | Naiyaandi                         | Anirudh Ravichander   | Tamoul                  |                           |
| 2014 | "Amma Amma" "Po Indru Neeyaga" "What a Karavad"                      | Velaiilla Pattadhari              | Anirudh Ravichander   | Tamoul                  |                           |
| 2015 | "Danga Maari"                                                        | Anegan                            | Harris Jayaraj        | Tamoul                  |                           |
| 2015 | "No problem"                                                         | Vajrakaya                         | Arjun                 | Kannada                 |                           |
| 2015 | "Nijamellam"                                                         | Ethir Neechal                     | Anirudh Ravichander   | Tamoul                  | Anirudh                   |
| 2015 | "Pazhankala"                                                         | Irandaam Ulagam                   | Harris Jayaraj        | Tamoul                  | Megha                     |
| 2015 | "oh oh" , "Jodi Nilavu"                                              | Thanga Magan                      | Anirudh Ravichander   | Tamoul                  | Nikitha, Swetha Mohan     |
| 2015 | "Maari Thara Local" "Don'u Donu'u Don'u" "Bagulu Odayam Dagulu Mari" | Maari                             | Anirudh Ravichander   | Tamoul                  |                           |
| 2016 | "Maalai Varum Vannilla"                                              | Nenjam Marappathillai             | Yuvan Shankar Raja    | Tamoul                  |                           |
| 2016 | "Kodi"                                                               | Kodi                              | Santhosh Narayanan    | Tamoul                  |                           |
| 2016 | "Thikka"                                                             | Thikka                            | Thomman               | Télougou                |                           |
| 2017 | "Solli Tholaiyen Ma"                                                 | Yaakkai                           | Yuvan Shankar Raja    | Tamoul                  |                           |
| 2017 | "Soorakathu" "Venpanimalare"                                         | Pa Paandi                         | Sean Roldan           | Tamoul                  | Swetha Mohan, Sean Roldan |
| 2017 | "Pudhuvai"                                                           | Yaadhumaagi Nindran (Music Video) | Aswin Vinayagamoorthy | Tamoul                  |                           |
| 2017 | "Life of Raghuvaran" "Torture of Raghuvaran"                         | Velaiilla Pattadhari 2            | Sean Roldan           | Tamoul                  |                           |
| 2018 | "Local Sarakka"                                                      | Padaiveeran                       | Karthik Raja          | Tamoul                  |                           |
| 2018 | "Engleesu loves"                                                     | Pakkiri                           | Amit Trivedi          | Tamoul                  |                           |
| 2018 | "Goindhammavala"                                                     | Vada Chennai                      | Santhosh Narayanan    | Tamoul                  |                           |
| 2018 | "Ezhava"                                                             | Ezhumin                           | Ganesh                | Tamoul                  |                           |
| 2018 | "Maari Gethu". "Rowdy Baby"                                          | Maari 2                           | Yuvan Shankar Raja    | Tamoul, Télougou        | Dhee, M.M Manasi          |
| 2019 | "Nenjodu Vinaya"                                                     | Brother's Day                     | 4 Musics              | Malayalam               |                           |
| 2019 | "Polladha Bhoomi" "Kannazhagu Rathiname"                             | Asuran                            | G. V. Prakash Kumar   | Tamoul                  |                           |
| 2020 | "Chill Bro"                                                          | Pattas                            | Vivek-Mervin          | Tamoul                  |                           |
| 2021 | "Thattaan Thattaan"                                                  | Karnan                            | Santhosh Narayanan    | Tamoul                  |                           |
| 2021 | "Tata Bye Bye"                                                       | Vanakkam Da Mappilei              | G. V. Prakash Kumar   | Tamoul                  |                           |
| 2021 | "Kaathodu Kaathanen"                                                 | Jail                              | G. V. Prakash Kumar   | Tamoul                  |                           |
| 2021 | "Nethu" "Rakita Rakita Rakita"                                       | Jagame Thanthiram                 | Santhosh Narayanan    | Tamoul                  |                           |
| 2021 | "Little Little"                                                      | Atrangi Re Galatta Kalyanam       | A. R. Rahman          | Hindi Tamoul            |                           |
| 2021 | "Polladha Ulagam" "Chittu Kuruvi"                                    | Maaran                            | G. V. Prakash Kumar   | Tamoul                  |                           |
| 2022 | "Thaai Kelavi" "Megham Karukkatha" Mayakkama Kalakkama"              | Thiruchitrambalam                 | Anirudh Ravichander   | Tamoul                  |                           |
| 2022 | "Rendu Raaja"                                                        | Naane Varuvean                    | Yuvan Shankar Raja    | Tamoul                  |                           |
| 2023 | "Onnoda Nadandhaa"                                                   | Viduthalai - Part 1               | Ilaiyaraaja           | Tamoul                  |                           |
| 2023 | "Hathavidi"                                                          | Miss Shetty Mr Polishetty         | Radhan                | Télougou                |                           |
| 2023 | "Yennadaa Nadakkudhu"                                                | Miss Shetty Mr Polishetty         | Radhan                | Télougou                |                           |
| 2024 | "Adangatha Suran"                                                    | Raayan                            | A. R. Rahman          | Tamoul                  |                           |
| 2025 | "Kadhal Fail" "Yedi"                                                 | Nilavuku En Mel Ennadi Kobam      | G. V. Prakash Kumar   | Tamoul                  |                           |
| 2025 | "Poyiraa Mama"                                                       | Kuberaa                           | Devi Sri Prasad       | Télougou                |                           |
| 2025 | "Poyivaa Nanba "                                                     | Kuberaa                           | Devi Sri Prasad       | Tamoul                  |                           |

### Parolier
| Année | Titre                   | Album                        | Notes |
| ----- | ----------------------- | ---------------------------- | ----- |
| 2011  | "Kadhal Yen Kadhal"     | Mayakkam Enna                |       |
| 2011  | "Ooda Ooda Thooram"     | Mayakkam Enna                |       |
| 2011  | "Pirai Thedum"          | Mayakkam Enna                |       |
| 2012  | "Why This Kolaveri Di"  | 3                            |       |
| 2012  | "Come On Girls"         | 3                            |       |
| 2012  | "Po Nee Po"             | 3                            |       |
| 2012  | "Nee Partha"            | 3                            |       |
| 2012  | "Kannazhaga"            | 3                            |       |
| 2012  | "Boomi Enna Suthude"    | Ethir Neechal                |       |
| 2012  | "Nijamellam Maranthu"   | Ethir Neechal                |       |
| 2012  | "Kadal Raasa Naan"      | Maryan                       |       |
| 2014  | "Amma Amma"             | Velaiilla Pattadhari         |       |
| 2014  | "Ey Inga Paru"          | Velaiilla Pattadhari         |       |
| 2014  | "Vellailla Pattathari"  | Velaiilla Pattadhari         |       |
| 2014  | "Po Indru Neeyaga"      | Velaiilla Pattadhari         |       |
| 2014  | "Udhungada Sangu"       | Velaiilla Pattadhari         |       |
| 2014  | "What a Karuvad"        | Velaiilla Pattadhari         |       |
| 2014  | "Move Your Body"        | Vai Raja Vai                 |       |
| 2015  | "Enna Solla"            | Thanga Magan                 |       |
| 2015  | "Jodi Nilave"           | Thanga Magan                 |       |
| 2015  | "Oh Oh"                 | Thanga Magan                 |       |
| 2015  | "Tak Bak"               | Thanga Magan                 |       |
| 2015  | "Maari Thara Local"     | Maari                        |       |
| 2015  | "Don'u Don'u Don'u"     | Maari                        |       |
| 2015  | "Oru Vidha Asai"        | Maari                        |       |
| 2016  | "Kodi"                  | Kodi                         |       |
| 2017  | "Venpanimalare "        | Pa Paandi                    |       |
| 2017  | "Soorakathu"            | Pa Paandi                    |       |
| 2017  | "Life of Raghuvaran"    | Velaiilla Pattadhari 2       |       |
| 2017  | "Torture of Raghuvaran" | Velaiilla Pattadhari 2       |       |
| 2017  | "Angel of Raghuvaran"   | Velaiilla Pattadhari 2       |       |
| 2018  | "Rowdy Baby"            | Maari 2                      |       |
| 2018  | "Maari's Anandhi"       | Maari 2                      |       |
| 2019  | "Ilamai Thirumbuthe"    | Petta                        |       |
| 2019  | "Nenjodu Vinaya"        | Brother's Day                |       |
| 2021  | "Nethu"                 | Jagame Thandhiram            |       |
| 2021  | "Little Little"         | Galatta Kalyanam             |       |
| 2022  | "Chittu Kuruvi"         | Maaran                       |       |
| 2022  | "Thaai Kelavi"          | Thiruchitrambalam            |       |
| 2022  | "Megham Karukaatha"     | Thiruchitrambalam            |       |
| 2022  | "Mayakkama Kalakkama"   | Thiruchitrambalam            |       |
| 2022  | "Thenmozhi"             | Thiruchitrambalam            |       |
| 2022  | "Kanneer Sindha"        | Thiruchitrambalam            |       |
| 2022  | "Rendu Raaja"           | Naane Varuvean               |       |
| 2023  | "Vaa Vaathi"            | Vaathi                       |       |
| 2024  | "Adangatha Suran"       | Raayan                       |       |
| 2025  | "Aalathey"              | Nanban Oruvan Vantha Piragu  |       |
| 2025  | "Kadhal Fail"           | Nilavuku En Mel Ennadi Kobam |       |
| 2025  | "Pulla"                 | Nilavuku En Mel Ennadi Kobam |       |

## Distinctions et Récompenses

### National Film Awards
- National Film Award du meilleur acteur pour Aadukalam (2011)
- Meilleur film pour enfants (coproducteur) pour Kaaka Muttai (2014)
- Meilleur long métrage en tamoul (coproducteur) pour Visaranai (2015)
- National Film Award du meilleur acteur pour Asuran (2019)

### Filmfare Awards
- Meilleur acteur débutant (masculin) pour Raanjhanaa (2013)

### Filmfare Awards South
- Meilleur acteur - tamoul pour Aadukalam (2011)
- Meilleur chanteur masculin pour "Why This Kolaveri Di" du film 3 (2012)
- Meilleur acteur - tamoul pour 3 (2012)
- Critics Award du meilleur acteur - Sud pour Maryan (2013)
- Meilleur acteur - tamoul pour Velaiyilla Pattathari (2014)
- Meilleur film tamoul (coproducteur) pour Kaaka Muttai (2014)
- Meilleur acteur - tamoul pour Vada Chennai (2018)
- Critics Award du meilleur acteur - Sud pour Thiruchitrambalam (2022)

### Vijay Awards
- Meilleur artiste de l'année pour Yaaradi Nee Mohini (2008)
- Meilleur équipage d'acteur  pour Aadukalam (2011)
- Meilleur artiste de l'année pour Aadukalam et Mayakkam Enna (2011)
- Meilleur acteur - tamoul pour 3 (2012)
- Meilleur parolier pour "Po Nee Po" du film 3 (2012)
- Meilleur équipage de producteur pour Ethir Neechal (2013)
- Meilleur acteur - tamoul pour Velaiyilla Pattathari (2014)
- Meilleur film Tamoul (producteur) pour Velaiyilla Pattathari (2014)
- Meilleur artiste de l'année pour Pa Paandi et Velaiilla Pattadhari 2 (2017)

### South Indian International Movie Awards
- Meilleur acteur - tamoul pour Aadukalam (2011)
- Meilleur chanteur masculin  pour "Voda Voda" du film Mayakkam Enna (2011)
- Sensation du cinéma sud-indien (2011)
- Meilleur acteur - tamoul pour 3 (2012)
- Meilleur parolier pour "Kannazhaga" du film 3 (2012)
- Meilleur chanteur pour "Why This Kolaveri Di" du film 3 (2012)
- Sensation de marketing innovant "Wunderbar Films"  du film 3 (2012)
- Critique du meilleur acteur pour Maryan (2013)
- Meilleur acteur - tamoul pour Velaiyilla Pattathari (2014)
- Meilleur parolier pour "Amma Amma" du film Velaiyilla Pattathari (2014)
- Fierté du cinéma sud-indien (2014)
- Meilleur acteur - tamoul pour Vada Chennai (2018)
- Meilleur film Tamoul (coproducteur) pour Vada Chennai (2018)

### Edison Awards (Inde)
- Meilleur acteur - tamoul pour Maryan (2013)
- Meilleur acteur - tamoul pour Velaiyilla Pattathari (2014)
- Meilleur producteur pour Kaaka Muttai (2014)
- Héros de masse pour Maari (2015)
- Meilleur acteur - tamoul pour Vada Chennai (2018)
- Meilleur acteur - tamoul pour Asuran (2019)

### Vikatan Award
- Meilleur acteur - tamoul pour Velaiyilla Pattathari (2014)
- Meilleur film pour Kaaka Muttai (2014)
- Meilleur film pour Visaranai (2015)
- Meilleur acteur - tamoul pour Vada Chennai (2018)
- Meilleur acteur - tamoul pour Maari 2 (2018)
- Meilleur acteur - tamoul pour Asuran (2019)

### IIFA Utsavam
- Meilleur parolier - tamoul pour "Don-u Don-u Don-u" du film Maari (2015)
- Meilleur chanteur masculin - Kannada "No Problem" du film Vajrakaya (2015)

### Autres honneurs et reconnaissances
- Prix du meilleur acteur ITFA - Polladhavan (2007)
- Star élégant du cinéma sud - Chennai Times Award (2011)
- CNN Top Song de 2011 Award - Why This Kolaveri Di du film 3 (2012)
- Acteur tamoul le plus populaire (2011)
- Chennai Times Award - meilleur acteur du film 3 (2012)
- Médaille d'or de Behindwoods - Meilleure performance d'acteur pour Maryan (2013)
- Prix Icône Jeunesse - Kairali Asiavision Movie Awards (2014)
- IIFA Award pour la Star du début de l'année (2014)
- Zee Cine Award pour le meilleur début masculin pour Raanjhanaa (2015)
- Prix spécial du Tamil Nadu State Film Award pour Kaaka Muttai (2014)
- SICA Award du meilleur acteur pour Velaiyilla Pattathari (2015)
- Magudam Award du Prix spécial d'excellence en cinéma (2017)
- Sankarabharam Award du meilleur réalisateur pour Pa Paandi (2017)
- MGR Sivaji Academy Award - Premier directeur sensationnel pour Pa Paandi (2017)
- Asiavision Awards du meilleur acteur critique pour Vada Chennai (2018)
- Médaille d'or de Behindwoods - Meilleure performance d'acteur pour Asuran (2019)
- Zee Cine Awards Tamil du meilleur acteur pour Asuran (2019)